# جبل الصدين
جبل الصدين هو جبل يقع في ولاية الكاف شمال غرب تونس.
وهو موطنٌ لِمحمية طبيعية تحملُ نفس الاسم أُنشئَت في عام 2009 وتُغطي مساحة 2.600 هكتارًا.
صُنِّف كموقع رامسار في 2 فبراير 2015.